# Jerzy Meysztowicz
Jerzy Witold Meysztowicz (ur. 1 października 1958 w Krakowie) – polski polityk i przedsiębiorca, wicewojewoda krakowski (1998) i małopolski (1999–2001), poseł na Sejm VIII i X kadencji (2015–2019, od 2024).

## Życiorys
W 2004 ukończył historię na Wydziale Nauk Humanistycznych Katolickiego Uniwersytetu Lubelskiego. Zajął się prowadzeniem własnej działalności gospodarczej, działa w organizacjach zrzeszających przedsiębiorców, m.in. był członkiem założycielem Klubu Krakowskiego, członkiem rady Izby Przemysłowo-Handlowej, prezesem międzynarodowego stowarzyszenia Krakowskie Forum Rozwoju. Działacz organizacji charytatywnej Lions Club oraz Związku Polskich Kawalerów Maltańskich, wszedł w skład rady Towarzystwa Sportowego Wisła Kraków.
Działał w Unii Demokratycznej i następnie w Unii Wolności, był m.in. członkiem zarządu tej partii. W wyborach samorządowych w 1998 bez powodzenia ubiegał się o mandat radnego sejmiku małopolskiego z listy UW. W 1998 pełnił funkcję wicewojewody krakowskiego, następnie (do 2001) I wicewojewody małopolskiego. W 1995 stanął na czele komitetu wyborczego kandydata na prezydenta Jacka Kuronia. Od 2005 zasiadał we władzach krajowych i regionalnych Partii Demokratycznej – demokraci.pl, wystąpił z partii w 2006. Kilkakrotnie bez powodzenia kandydował w wyborach parlamentarnych: w 1993 do Sejmu z listy UD, w 2005 do Senatu z ramienia PD, w 2007 do Sejmu z listy Lewicy i Demokratów, a w 2011 do Sejmu z ramienia Platformy Obywatelskiej. W 2008 wstąpił do Platformy Obywatelskiej, odszedł z niej w 2015.
W 2015 zaangażował się w działalność ugrupowania Nowoczesna, założonego przez Ryszarda Petru, zostając jego liderem w województwie małopolskim, a następnie kandydatem tej partii do Sejmu w wyborach parlamentarnych, uzyskując w wyniku głosowania mandat poselski. W 2016 został wiceprzewodniczącym ugrupowania (pełnił tę funkcję do 2024). W wyborach w 2019 nie uzyskał poselskiej reelekcji. Również w 2023 bez powodzenia kandydował do Sejmu z ramienia Koalicji Obywatelskiej. 26 czerwca 2024 złożył ślubowanie poselskie, obejmując mandat posła X kadencji zwolniony przez wybraną do Parlamentu Europejskiego Jagnę Marczułajtis-Walczak.

## Wyniki w wyborach ogólnopolskich
| Wybory | Komitet wyborczy | Komitet wyborczy                    | Organ              | Okręg | Wynik          |
| ------ | ---------------- | ----------------------------------- | ------------------ | ----- | -------------- |
| 1993   |                  | Unia Demokratyczna                  | Sejm II kadencji   | nr 21 | 2858 (0,62%)   |
| 2005   |                  | Partia Demokratyczna – demokraci.pl | Senat VI kadencji  | nr 12 | 33 376 (5,41%) |
| 2007   |                  | Lewica i Demokraci                  | Sejm VI kadencji   | nr 18 | 1257 (0,34%)   |
| 2011   |                  | Platforma Obywatelska               | Sejm VII kadencji  | nr 13 | 1705 (0,34%)   |
| 2015   |                  | Nowoczesna                          | Sejm VIII kadencji | nr 13 | 26 164 (4,82%) |
| 2019   |                  | Koalicja Obywatelska                | Sejm IX kadencji   | nr 13 | 8253 (1,27%)   |
| 2023   | Sejm X kadencji  | Koalicja Obywatelska                | 5408 (0,71%)       | nr 13 |                |